# Horine
Horine – jednostka osadnicza w Stanach Zjednoczonych, w stanie Missouri, w hrabstwie Jefferson.